# Rustia rubra
Rustia rubra är en måreväxtart som beskrevs av Paul Carpenter Standley och David Alan Simpson. Rustia rubra ingår i släktet Rustia och familjen måreväxter. Inga underarter finns listade i Catalogue of Life.